# Erhard Keller
Erhard Keller (ur. 24 grudnia 1944 w Günzburgu) – niemiecki łyżwiarz szybki, dwukrotny złoty medalista olimpijski i mistrz świata

## Życiorys
Reprezentował barwy RFN. Na międzynarodowych zawodach startował w latach 1966-1973, specjalizował się w dystansach sprinterskich. Na igrzyskach olimpijskich w Grenoble w 1968 roku triumfował w biegu na 500 metrów. W zawodach tych wyprzedził bezpośrednio Norwega Magne Thomassena i Richarda McDermotta z USA. Wynik ten powtórzył na rozgrywanych cztery lata później igrzyskach w Sapporo, tym razem wyprzedzając Szweda Hasse Börjesa i Walerija Muratowa z ZSRR. Ponadto w 1971 roku zdobył złoty medal na mistrzostwach świata w wieloboju sprinterskim w Inzell. Sześć razy bił rekordy świata.

## Mistrzostwa świata
- Mistrzostwa świata w wieloboju sprinterskim
  - złoto – 1971